# Abraxas macularia
Abraxas macularia är en fjärilsart som beskrevs av Herz 1905. Abraxas macularia ingår i släktet Abraxas och familjen mätare. Inga underarter finns listade i Catalogue of Life.